# Schnittverzierung

Buch mit Kopfsilberschnitt

Schnittverzierungen sind Verzierungen des Buchschnitts der Schnittkanten eines Buchblocks. Neben ästhetischen Gründen dienen die Verzierungen vor allem zum Schutz vor Verschmutzungen.

## Technik
Bei der Schnittverzierung werden eine oder mehrere Kanten des fertigen Buchblocks mit Farbe, einer dünnen Metallschicht, Graphit o. ä. überzogen. Der Überzug ist so zu gestalten, dass die einzelnen Seiten nicht aneinanderkleben. Durch die feuchte Farbauftragung quellen die Papierfasern auf und dichten den Buchblock ab. Es gibt sowohl reine Kopfschnitte (nur obere Kante) als auch dreiseitige Schnittverzierungen (auch unten und vorne).

## Vorteile
Alle drei Seiten des Buchblocks sind Verschmutzungen ausgesetzt: Der Kopfschnitt (obere Kante) verstaubt im Regal, der Fußschnitt (unten) wird schmutzig und abgerieben, wenn man das Buch hinstellt, der Vorderschnitt wird beim Umblättern fettig von den Händen, bei zu viel Licht vergilbt das Papier: Schnittverzierungen schützen durch die extra aufgetragene Schicht und lassen Verfärbungen des Papiers weniger auffallen.
Weiterhin wird die Verzierung – vor allem wenn es sich um einen Gold- oder Silberschnitt handelt – dazu benutzt, die Wertigkeit des Buches hervorzuheben und zu erhöhen.

## Geschichte

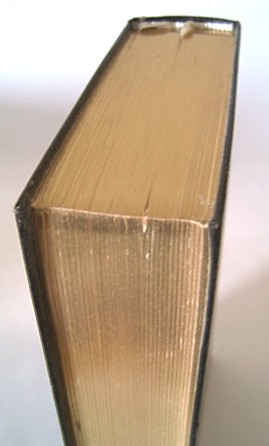
Buchblock mit dreiseitiger Goldschnittverzierung

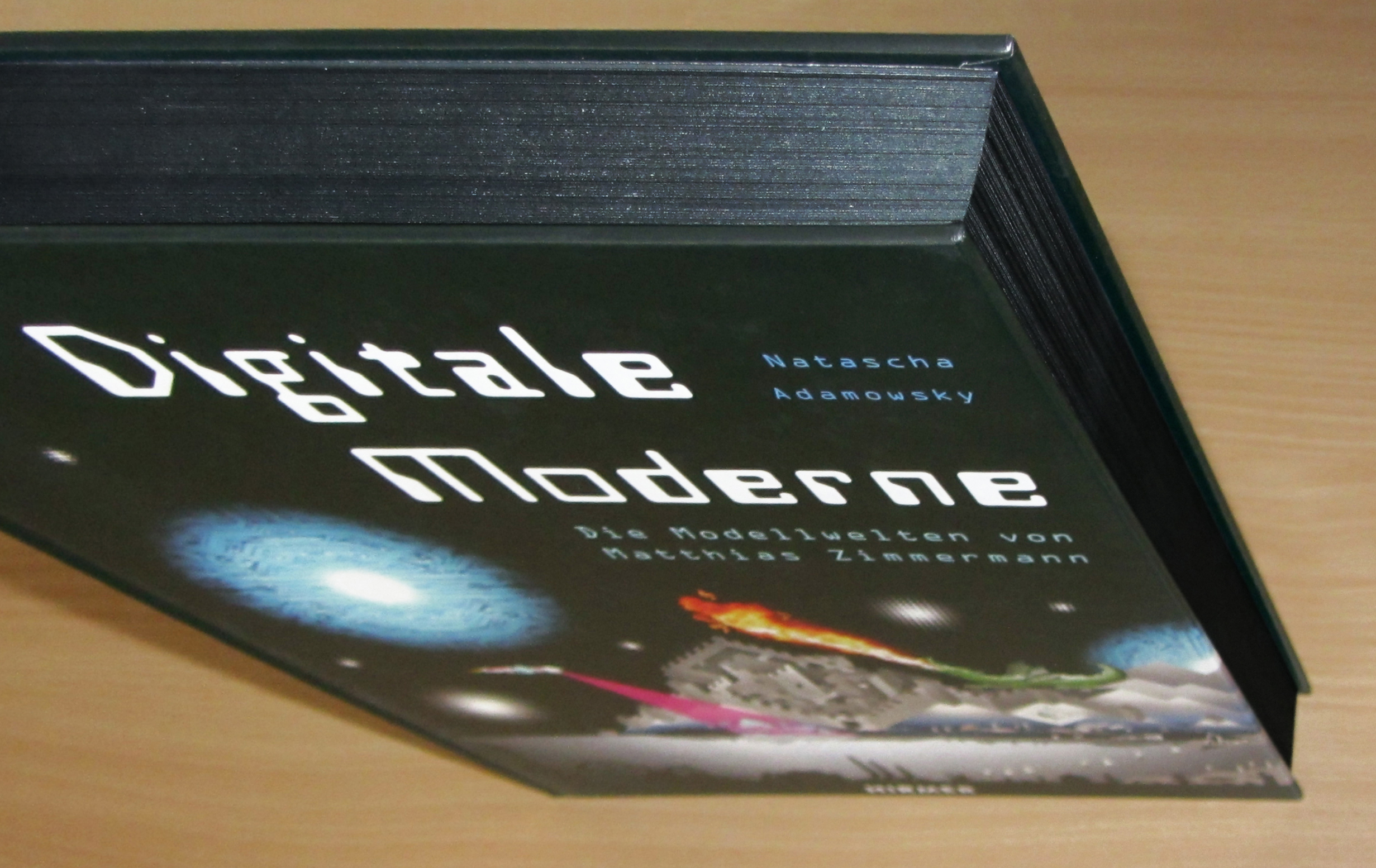
Buchblock mit dreiseitiger Schwarzschnittverzierung

Ihren Ursprung haben Schnittverzierungen im Schnitttitel: „Dabei handelt es sich um das frühneuzeitliche Verfahren, den Titel auf eine der Buchschnittflächen zu schreiben und das Buch mit dieser Fläche zum Betrachter in das Regal einzustellen. Nachdem man aber dazu überging, die Bücher mit dem Buchrücken zum Betrachter einzustellen, wurde mit der Verzierung der Buchschnitt-Flächen begonnen.“ So wurden viele verschiedene Techniken und Materialien eingesetzt und  einheitliche Farbgebungen gab es selten. Meist wurde der bereits gefärbte Schnitt noch mit Malereien, Stempeln oder Ornamenten verziert. Diese aufwendigen Verzierungen gibt es heute praktisch nicht mehr. Heute wird meist nur der Oberschnitt eingefärbt, oft um den Erkennungswert eines Verlages oder einer besonderen Reihe zu steigern.

## Ausführungen

### Metallschnitte
- Goldschnitt: Für einen Goldschnitt werden die Schnittkanten eines Buchblocks mit Blattgold versehen. Dazu wird der fest eingepresste Buchblock an den Schnittkanten glattgeschmirgelt und poliert, für bessere Leuchtkraft oft erst mit einem roten Farbschnitt versehen, dann mit einer traditionell aus verdünntem Eiweiß hergestellten Klebeflüssigkeit bedeckt und dann sehr vorsichtig das Blattgold aufgelegt. Nach dem Trocknen wird der Goldschnitt mit einem Glättzahn (rundes bzw. abgerundetes Werkzeug aus poliertem Achat) auf Hochglanz poliert. „Das Vergolden erfordert viel Übung. Besonders schwierig ist der Goldschnitt beim Hohlschnitt anzubringen. Qualität, Schönheit und Glanz des Goldschnittes sind abhängig von der Goldsorte, dem Papier des Buches und der Sorgfalt der Arbeit.“[2]
- Silberschnitt: Die Herstellung ist der des Goldschnittes (siehe oben) ähnlich.
- Ziselierte Metallschnitte
- Ziselierte und bemalte Metallschnitte

### Farbschnitte

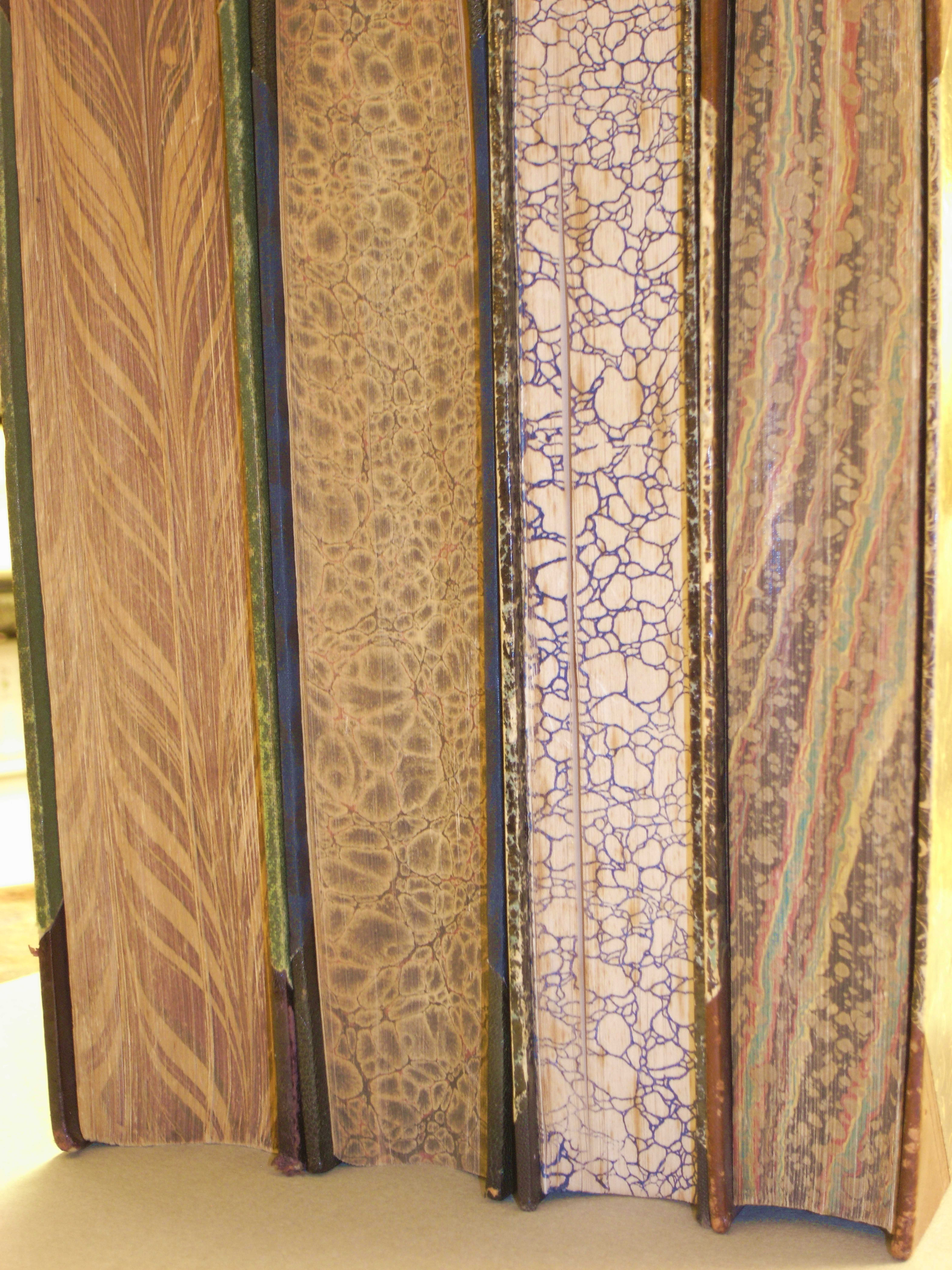
Bücher mit marmorierten Vorderschnitten

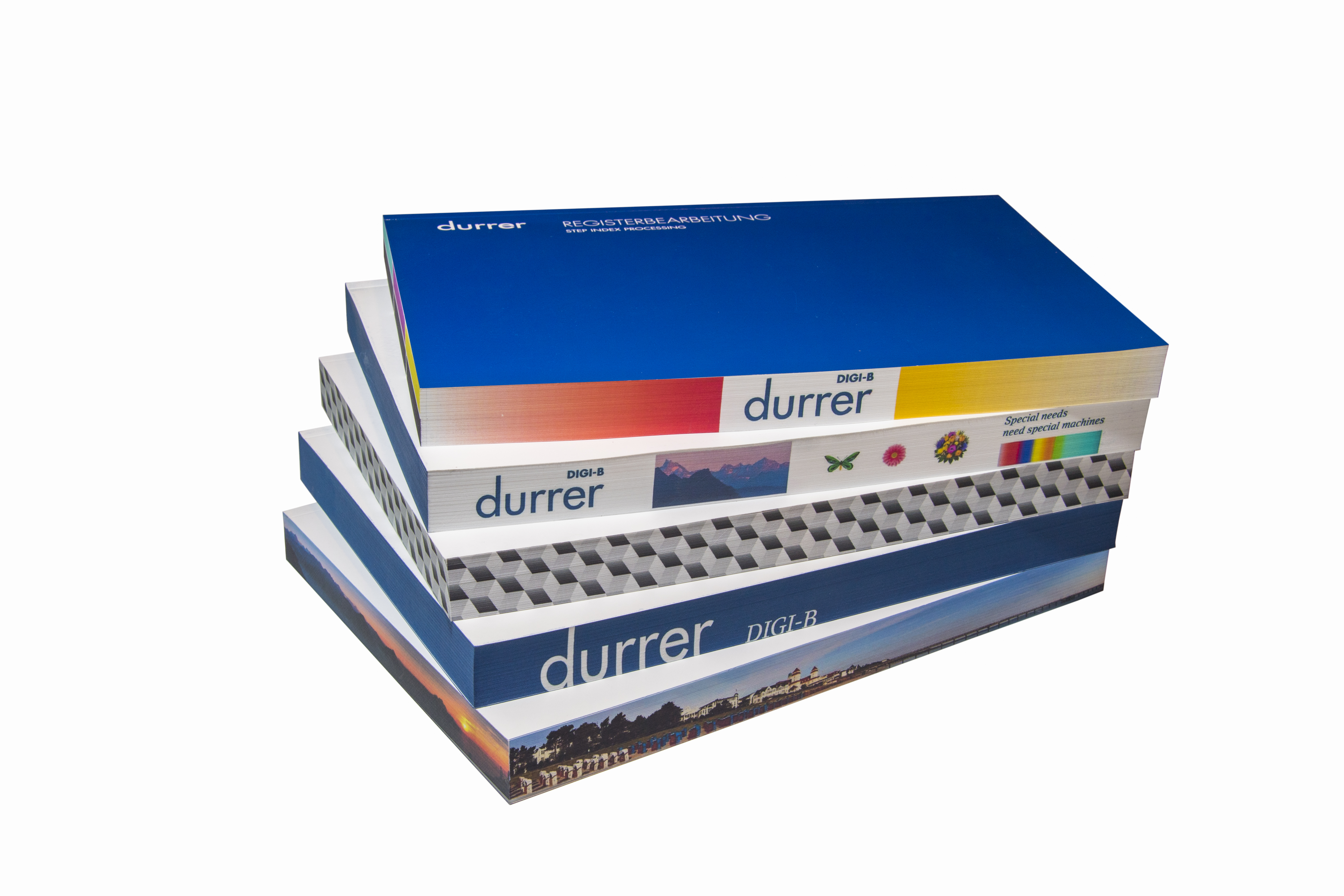
Farbschnitt, hergestellt mit einer vollautomatischen und digitalen Farbschnittmaschine

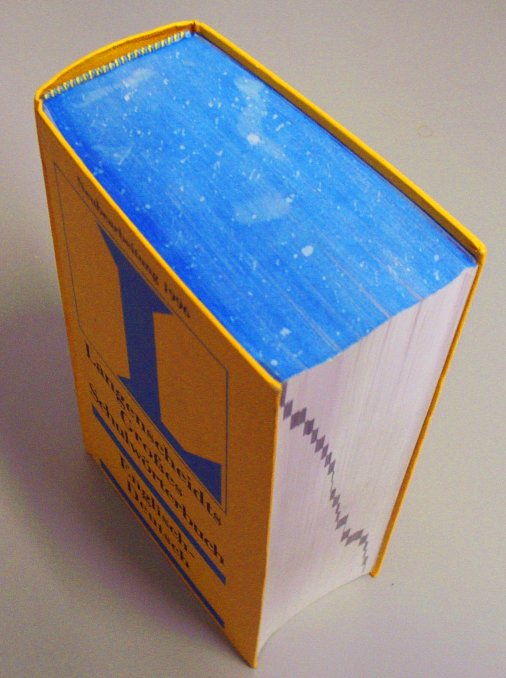
Buch mit blauem Kopffarbschnitt und Handmarke

Für den Farbschnitt werden eine oder mehrere Schnittseiten des Buches mit Farben verziert. Der fertige Buchblock wird, nach dem Beschnitt durch den Dreischneider, manuell oder mittels Automaten über eine Walze mit Farbe geführt. Dabei überträgt sich die Farbe nur auf die Blattkanten und färbt den Außenschnitt des Blocks entsprechend ein. Es gibt viele verschiedene Möglichkeiten und Techniken, den Buchschnitt farblich zu gestalten. Hier einige Varianten:
- Sprenkel- oder Sprengschnitt: Zur Herstellung eines Sprengschnittes wird ein mit der gewünschten Farbe getränkter Pinsel über ein Sieb gestrichen, welches über den zu verzierenden Schnitt gehalten wird. Dadurch wird der Buchschnitt mit verschieden großen Farbpunkten besprenkelt. In modernen Verfahren wird eine Spritzpistole verwendet.
- Marmorschnitt: Eine oder mehrere Kanten des fertigen Buchblockes werden mit einem Muster überzogen, das ähnlich wie Marmor wirkt. Die Marmorierung wird hergestellt, indem in einem flachen Becken verschiedene Farben auf einen Schleimgrund aufgebracht werden. Mittels eines Drahtstiftes werden die Farben dann in bestimmte Richtungen gezogen, so dass ein Muster entsteht. In dieses Becken wird die Schnittkante eingetaucht. Das Schlierenmuster aus dem Becken überträgt sich auf die Schnittkante und ergibt so die Marmorierung. Auf ähnliche Weise wird auch Marmorpapier hergestellt, das unter anderem als Überzug für Halbbände Verwendung findet. Der Marmorschnitt wird heute noch angewandt, ist aber eher aus der Mode gekommen. Einerseits wird er bisweilen als altmodisch empfunden, andererseits handelt es sich um ein aufwändiges Verfahren, das bei mangelnder Übung oder Vorsicht misslingen kann. Verschiedene Marmorierungsarten: Pfauenmarmor, Steinmarmor, Bouquettmarmor, Kammmarmor u. a. m.
- Abziehschnitt: Für einen Abziehschnitt wird der Buchschnitt mit einer Art von Abziehbildern verziert. Ein zugeschnittenes Stück Papier mit einem Bildträger wird befeuchtet und auf den Schnitt aufgelegt. Danach wird die Papierschicht abgezogen. Die Farbe des Bildträgers verbindet sich dann mit dem Papier des Buches und ziert so den Schnitt. Da es ein sehr aufwendiges und zeitintensives Verfahren ist, wird der Abziehschnitt nur bei besonderen Büchern angewendet.
- Kreideschnitt: Um einen  Kreideschnitt zu erhalten, wird zuerst eine feine Schicht Kreide auf den Buchschnitt geschabt. Danach wird, wie beim Sprengschnitt (s. o.), Farbe durch ein Sieb aufgespritzt. Durch Kreide als Unterlage entsteht der Eindruck von Marmor.
- Verschobener Schnitt oder fore-edge painting: Für einen verschobenen Schnitt wird der Buchschnitt mit einem Bild (Motive sind u. a. Landschaften, Stadtansichten, biblische Szenen) versehen, das man erst sehen kann, wenn das Buch aufgeschlagen wird. Der Buchschnitt wird im aufgefächerten Zustand bemalt. „Dabei werden die Blattkanten minimal zueinander verschoben, sodass von jedem Blatt seitlich ein schmaler Streifen freigelegt wird, der Bruchteile eines Millimeters breit ist.“[3] Ist das Buch geschlossen, kann man von der Malerei nichts sehen. Erste Motive wurden von dem italienischen Maler Cesare Vecellio (1521–1601), einem Cousin von Tizian, bereits im 16. Jahrhundert auf Bücher mit dieser Technik gemalt.[4]
  - Es können einfache, doppelte und dreifache verschobene Schnitte unterschieden werden. Wird das Bild nur sichtbar, wenn man die Buchseiten in eine Richtung biegt, liegt die einfache Variante vor. Wird auch beim Biegen zur anderen Seite ein Bild sichtbar, liegt die doppelte Variante vor. Beim dreifachen verschobenen Schnitt ist zusätzlich zum doppelten ein Bild auf den unverschobenen Seiten angebracht.
  - Fore-edge Printing ermöglicht einen schmalen Streifen einer (Bild-)Vorlage neben dem normalen Text gleichzeitig auf den Blattrand zu drucken. Patentiert wurde diese Idee in den USA bereits am 11. April 2000 als „Method of printing on the edge of a book“[5]
- Weiß- oder Naturschnitt: Als Naturschnitt bezeichnet man einen Buchschnitt, der nicht auf irgendeine Weise gefärbt wurde, sondern die Farbe des Papiers innehat.
- Digital-Druck: Mit einer vollautomatischen und digitalen Farbschnittmaschine[6][7][8] z. B. für die industrielle Produktion, ist der Druckprozess von vier Seiten in einem vollautomatischen Ablauf möglich. Das Vorstapeln der Bücher erfolgt während des Druckprozesses auf einer separaten Vorrichtung. Der komplette Stapel wird in der Ein-/Auslagestation in die Spannvorrichtung bestückt. Der Druckprozess erfolgt im Single-Pass Verfahren und ermöglicht hohe Leistungen. Durch formatspezifische Klemmplatten sind schnelle Formatwechsel möglich. Es wird dabei eine Auflösung von 1600 × 1600 dpi erreicht.

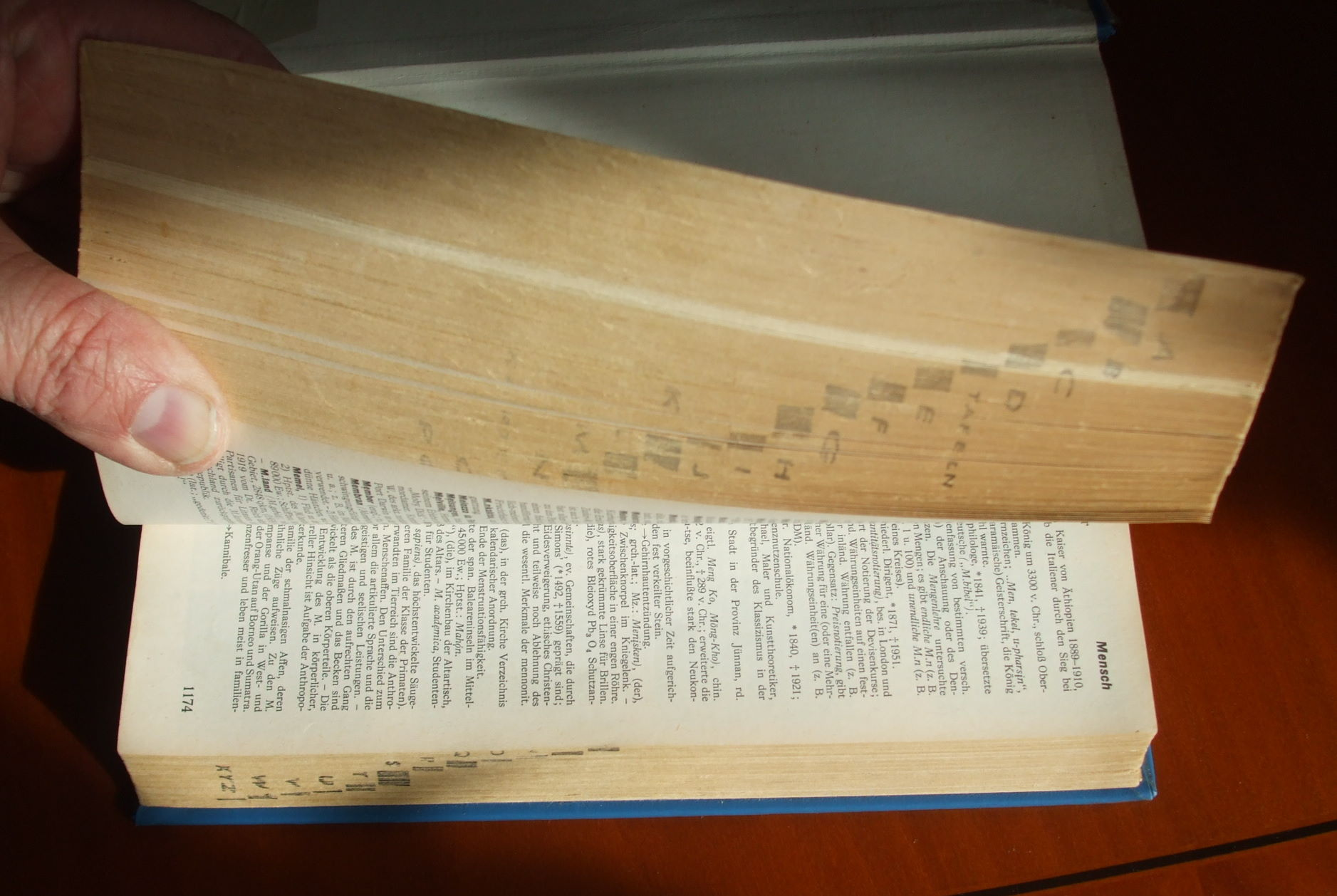
Am Vorderschnitt aufgedruckte Handmarke
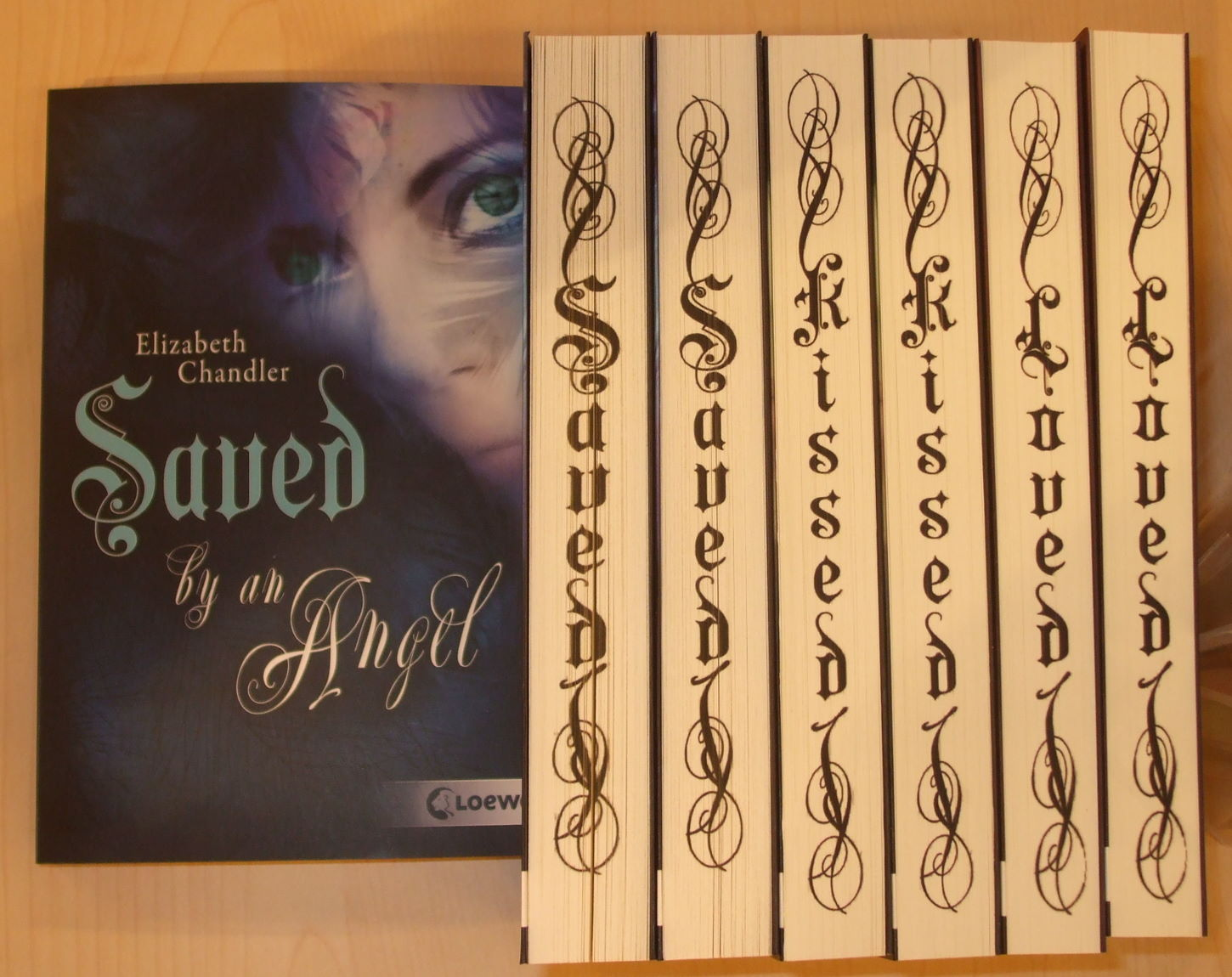
Aufdruck eines Textes
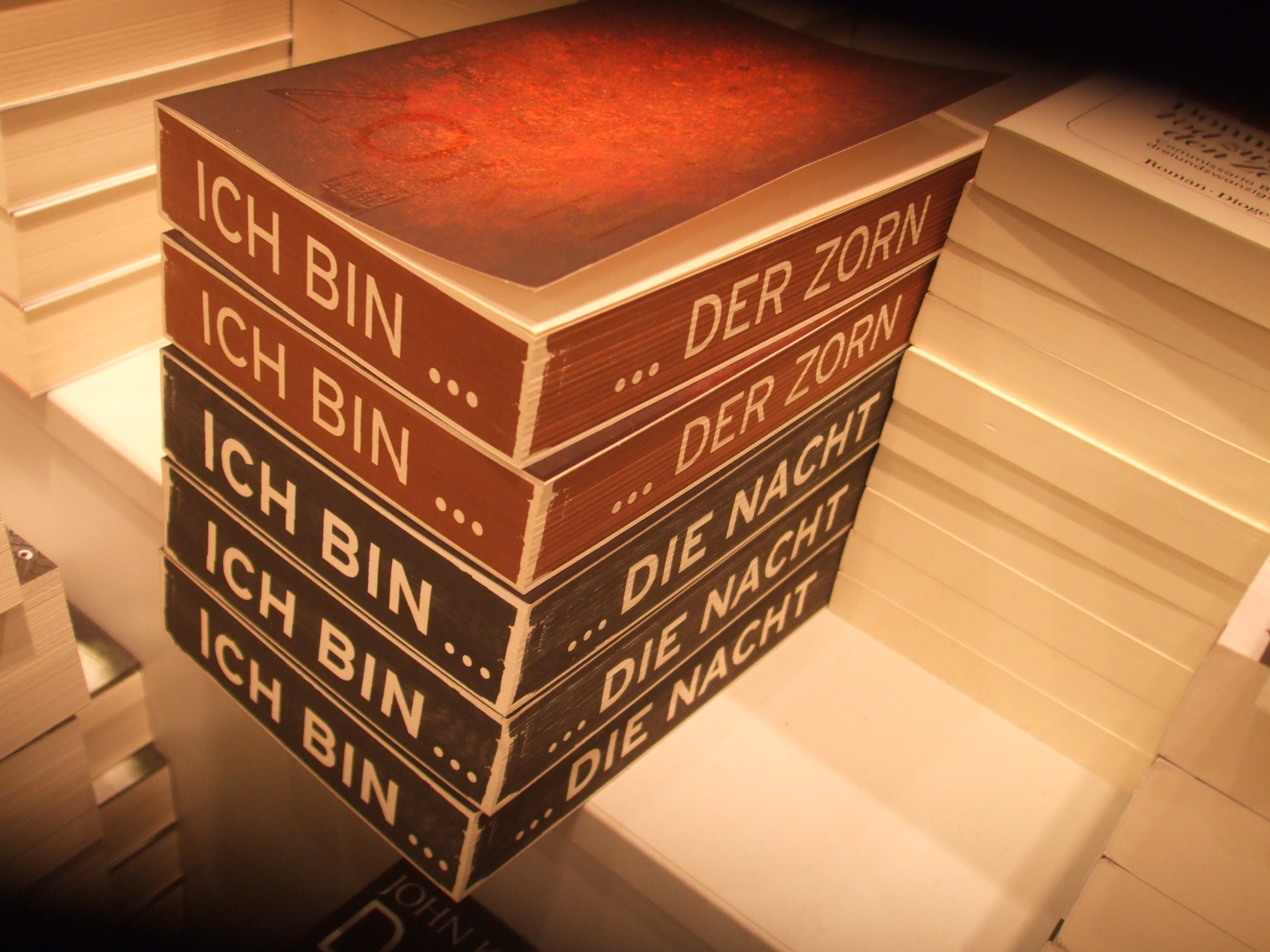
Umlaufender vollflächiger Negativaufdruck
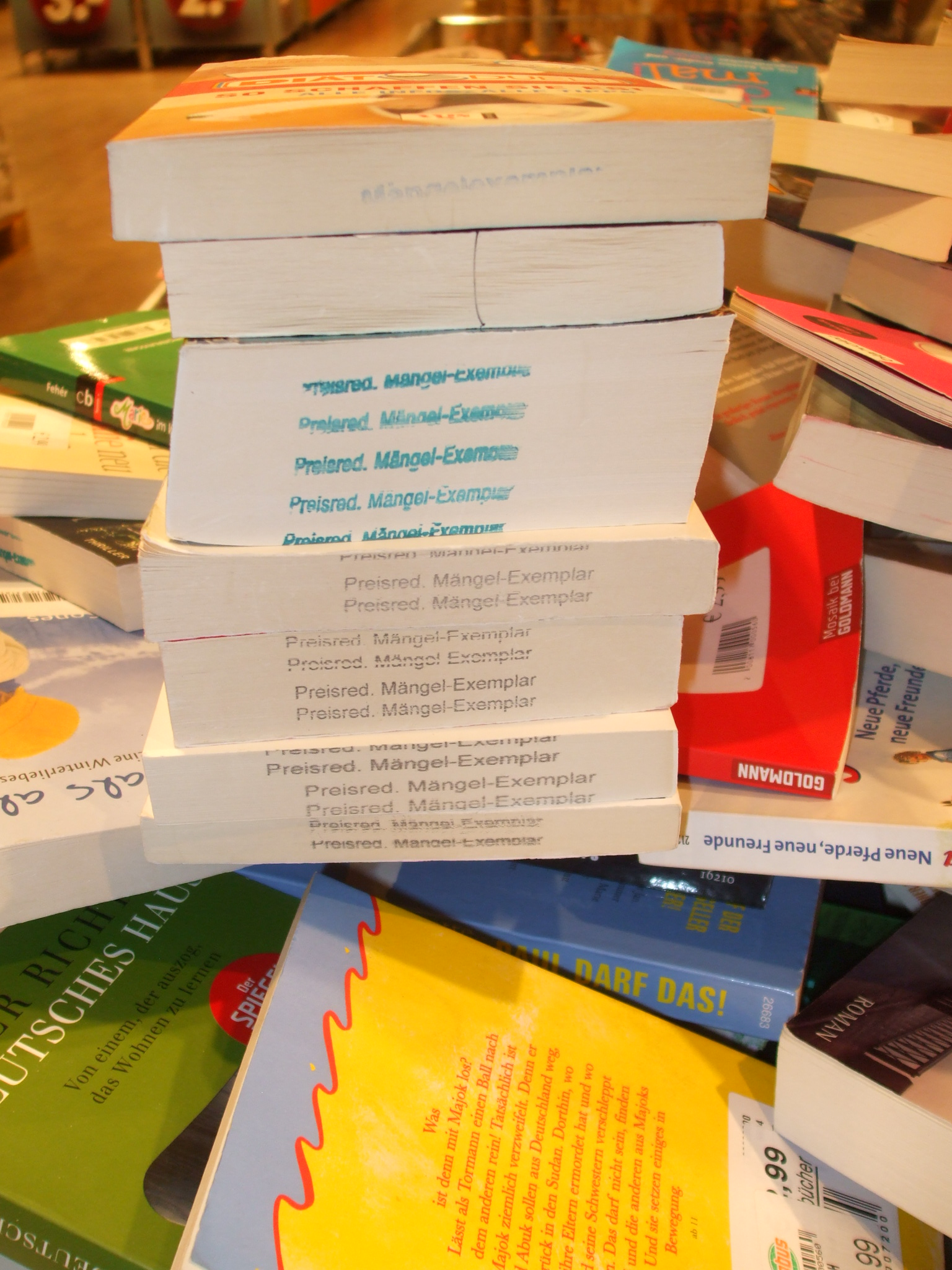
Stempel „Mängelexemplar“

### Farb- und Folienschnitte für verschiedene Druckprodukte
Neben Visitenkarten, Einladungs- und Hochzeitskarten wird der Farb- und Folienschnitt auch gerne für Compliment-Cards, Imagekarten, Glückwunschkarten, Weihnachtskarten, Postkarten, Hangtags, Gutscheinen, Menükarten, Eintrittskarten und vieles mehr verwendet.
Beim Farbschnitt wird die Farbe aufgrund der unterschiedlichen Naturpapiersorten entweder mit einer Spritzpistole, einer Walze oder einem Schwamm aufgetragen. Für die eingefärbten Papierkanten vom Farbschnitt kann man viele hochpigmentierte und brillante Volltonfarben verwenden. Beispielsweise alle im Handel verfügbare Druckfarben für ungestrichene Papiersorten.
Die Veredelung vom Gold- und Folienschnitt als Schnittverzierung erfolgt bei dieser traditionellen Buchbinderkunst mit einer Folie. Bei der Fertigung der Schnittveredelung wird die Folie mit einer heißen Walze auf den zusammengepressten Schnitt aufgetragen. Darüber hinaus sind neben dem Gold- und dem Silberschnitt auch große Sortimente von verschiedensten Farben verfügbar. Wahlweise mit oder ohne metallischen Glanz.